# Malique Lewis
Malique Lewis (Trinidad y Tobago, 10 de noviembre de 2004) es un jugador de baloncesto trinitense que juega de alero y forma parte de la plantilla de los Southeast Melbourne Phoenix de la NBL.

## Trayectoria deportiva
Es un jugador formado en la Caribbean Hoops es una organización sin fines de lucro que para promocionar a los jugadores del Caribe. A finales de 2019, llega a España para jugar en las categorías inferiores del Basket Torrejón en edad cadete. En la temporada 2020-21, forma parte de la plantilla del equipo junior y del primer equipo del Basket Torrejón en la Primera Nacional.
El 14 de septiembre de 2021, ingresa en la cantera del Baloncesto Fuenlabrada y alternaría su equipo júnior con el de Liga EBA, además de participar en entrenamientos con el primer equipo de Liga Endesa durante la temporada 2021-22.
El 12 de diciembre de 2021, hace su debut con Baloncesto Fuenlabrada en Liga Endesa con 17 años. El pívot disputó 50 segundos en una victoria frente al Casademont Zaragoza por 74 a 85 en la jornada 13 de liga de la temporada 2021-22. Lewis disputaría minutos en otros dos partidos más durante la temporada 2021-22, en la jornada 16 disputa 3 minutos y 24 segundos frente a Joventut de Badalona y en la jornada 20 disputa 1 minutos y 25 segundos frente a Casademont Zaragoza.
El 28 de junio de 2023, Capitanes anuncia que adquirió los derechos de Malique Lewis en el NBA G League International Draft 2023-24. 
El 10 de julio de 2024, Southeast Melbourne Phoenix anuncia que ha incorporado a Malique Lewis como una de las NBL Next Stars para la edición 2024-2025 de la NBL.